# Zhengzhou Open
Zhengzhou Open er en professionel tennisturnering for kvinder, der blev spillet for første gang i 2014, og som i 2019 blev blev optaget på WTA Tour. Turneringen spilles i Zhongyuan Tennis Training Base Management Center i Zhengzhou, Folkerepublikken Kina.
Turneringen startede som en del af ITF Women's World Tennis Tour, men i 2017 og 2018 havde den WTA 125K-status, inden den i 2019 blev opgraderet til WTA Premier-turnering på WTA Tour, hvor den erstattede Connecticut Open. Efter tre års pause, hvor den de første to år blev aflyst på grund af indrejseforbuddet i Folkerepublikken Kina under COVID-19-pandemien, og hvor den det tredje år udgik på grund af WTA Tours karantæne til alle turneringer i Folkerepublikken Kina som følge af sagen om Peng Shuais forsvinden efter hendes kritik af en højtstående kinesisk politiker, vendte den tilbage som en WTA 500-turnering.

## Finaler

### Damesingle
| År   | Vinder (titel nr.)                    | Finalist                              | Finaleresultat                        | Kategori                              |
| ---- | ------------------------------------- | ------------------------------------- | ------------------------------------- | ------------------------------------- |
| 2014 | Zhang Kailin                          | Xu Yifan                              | 7–5, 6–4                              | ITF                                   |
| 2015 | Wang Yafan                            | Duan Yingying                         | 6–4, 6–4                              | ITF                                   |
| 2016 | Anastasija Pivovarova                 | Lu Jingjing                           | 6–4, 6–4                              | ITF                                   |
| 2017 | Wang Qiang                            | Peng Shuai                            | 3–6, 7–6(3), 1–1 opg.                 | WTA 125K                              |
| 2018 | Zheng Saisai                          | Wang Yafan                            | 5–7, 6–2, 6–1                         | WTA 125K                              |
| 2019 | Karolína Plíšková                     | Petra Martić                          | 6–3, 6–2                              | WTA Premier                           |
| 2020 | Aflyst på grund af COVID-19-pandemien | Aflyst på grund af COVID-19-pandemien | Aflyst på grund af COVID-19-pandemien | Aflyst på grund af COVID-19-pandemien |
| 2021 | Aflyst på grund af COVID-19-pandemien | Aflyst på grund af COVID-19-pandemien | Aflyst på grund af COVID-19-pandemien | Aflyst på grund af COVID-19-pandemien |
| 2022 | Aflyst på grund af Peng Shuai-sagen   | Aflyst på grund af Peng Shuai-sagen   | Aflyst på grund af Peng Shuai-sagen   | Aflyst på grund af Peng Shuai-sagen   |
| 2023 | Zheng Qinwen                          | Barbora Krejčíková                    | 2–6, 6–2, 6–4                         | WTA 500                               |

### Damedouble
| År   | Vinder (titel nr.)                    | Finalist                              | Finaleresultat                        | Kategori                              |
| ---- | ------------------------------------- | ------------------------------------- | ------------------------------------- | ------------------------------------- |
| 2014 | Chan Chin-Wei Liang Chen              | Han Xinyun Zhang Kailin               | 6–3, 6–3                              | ITF                                   |
| 2015 | Han Na-Lae Jang Su-Jeong              | Liu Chang Zhang Ling                  | 6–0, 6–3                              | ITF                                   |
| 2016 | Xun Fangying You Xiaodi               | Akgul Amanmuradova Michaela Hončová   | 1–6, 6–2, [10–7]                      | ITF                                   |
| 2017 | Han Xinyun Zhu Lin                    | Jacqueline Cako Julia Glushko         | 7–5, 6–1                              | WTA 125K                              |
| 2018 | Duan Yingying Wang Yafan              | Naomi Broady Yanina Wickmayer         | 7–6(5), 6–3                           | WTA 125K                              |
| 2019 | Nicole Melichar Květa Peschke         | Yanina Wickmayer Tamara Zidanšek      | 6–1, 7–6(2)                           | WTA Premier                           |
| 2020 | Aflyst på grund af COVID-19-pandemien | Aflyst på grund af COVID-19-pandemien | Aflyst på grund af COVID-19-pandemien | Aflyst på grund af COVID-19-pandemien |
| 2021 | Aflyst på grund af COVID-19-pandemien | Aflyst på grund af COVID-19-pandemien | Aflyst på grund af COVID-19-pandemien | Aflyst på grund af COVID-19-pandemien |
| 2022 | Aflyst på grund af Peng Shuai-sagen   | Aflyst på grund af Peng Shuai-sagen   | Aflyst på grund af Peng Shuai-sagen   | Aflyst på grund af Peng Shuai-sagen   |
| 2023 | Gabriela Dabrowski Erin Routliffe     | Shuko Aoyama Ena Shibahara            | 6–2, 6–4                              | WTA 500                               |